# Synchlora diaphana
Synchlora diaphana là một loài bướm đêm trong họ Geometridae.